# Альфа Печи
Альфа Печи (α For/α Fornacis) — звезда четвёртой величины (3,87m), находящаяся на расстоянии 46 световых лет от Земли в созвездии Печь. Имеет два исторических названия:
- Форнацис (Fornacis). Название появилось в атласе Элайи Бурритта (Elijah Burritt) от 1835 года, и видимо, является грамматической ошибкой. Латинское название созвездия Печь — Fornax. Для названий звёзд используется родительная форма Fornacis. Собственно, Форнацис — родительный падеж названия созвездия[12].
- Далим (Dhalim) — альтернативное название, от арабского Ṭhalīm — страус[13]. Название появилось в Палермском каталоге Джузеппе Пьяцци, также в результате ошибки, поскольку это название традиционно относится к бета Эридана[12].

Альфа Печи — двойная система, которая состоит из пары звёзд, со свойствами близкими к солнечным. Несколько более яркая, четвёртой звёздной величины (3,9m) Альфа Печи A, является довольно холодным субгигантом (6 240 K) спектрального класса F8 со светимостью в четыре раза больше Солнца. Более слабый компонент (Альфа Печи B) — звезда почти седьмой величины (6.5m), ещё более холодный (5 500 K) карлик спектрального класса G7 со светимость лишь в половину солнечной. Разница между этими двумя звёздами объясняется различиями в массе.
Компонент «А» имеет массу немногим более 1,25 массы Солнца и возраст оцениваемый в 2,9 млрд лет, а компонент «B» имеет массу только 0,75 от массы Солнца. Это различие само по себе делает «А» ярче, чем «B», поскольку температура ядра, в результате гравитационного сжатия увеличилась. Более тяжёлая звезда также и закончит свою эволюцию раньше. Как субгигант, компонент «А» приближается к прекращению горения водорода в его ядре. Более лёгкому компоненту «B», ещё предстоит долгий путь: несколько миллиардов лет, прежде чем он достигнет той же стадии, что и компонент «А».
Пара находится достаточно близко для нас, чтобы можно было изучить подробности орбитального движения. Они обращаются вокруг друг друга с периодом в 269 лет, находясь на среднем расстоянии 56 а. е., или около 4 угловых секунд, если смотреть с Земли. Эллиптическая орбита имеет весьма высокий эксцентриситет: большая полуось имеет длину 97 а. е., малая — 15 а. е. В последний раз они были на минимальном расстоянии в 1947 году, а на максимальное расстояние будут в 2082 году. В 2004 году мы наконец-то увидели полный оборот по орбите со времени открытия двойственности в 1835 году. Орбитальные характеристики показывают, что звёзды имеют большие массы, чем предсказывает эволюционная теория, вероятно, в результате систематических ошибок наблюдения.
Система показывает избыток инфракрасного излучения, который может указывать на наличие околозвёздного диска, состоящего из пыли. Приблизительно 350 000 лет назад, Альфа Печи испытала тесное сближение со звездой HD 17848: они прошли на расстоянии примерно 0,265 св. лет (0,081 пк) друг от друга.